# Kronen-Lichtnelke
Die Kronen-Lichtnelke (Silene coronaria (L.) Clairv., Syn.: Lychnis coronaria (L.) Desr.), auch Kranzlichtnelke und Vexiernelke genannt, ist eine Pflanzenart innerhalb der Familie der Nelkengewächse (Caryophyllaceae).

## Beschreibung

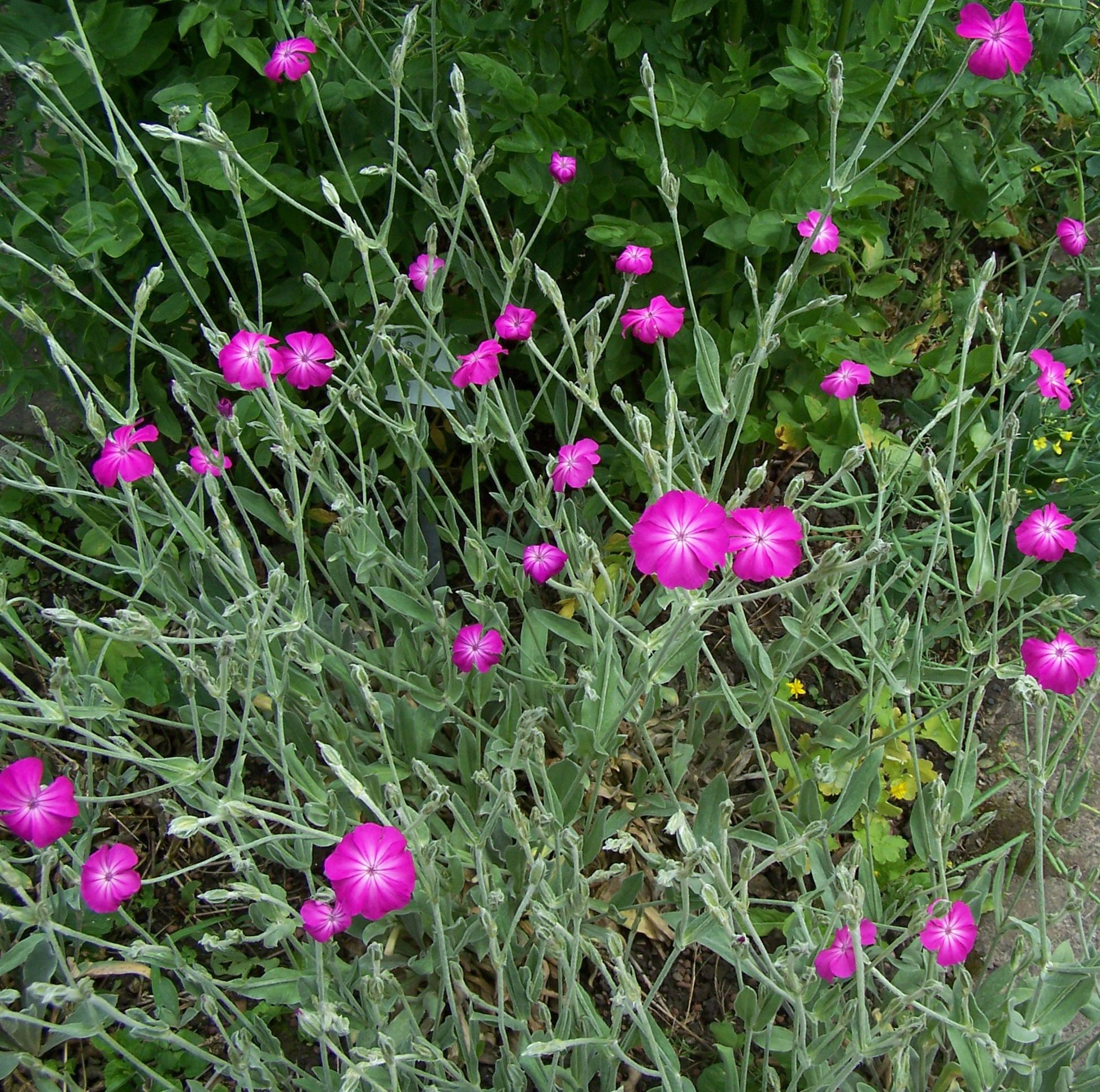
Habitus und Blüten

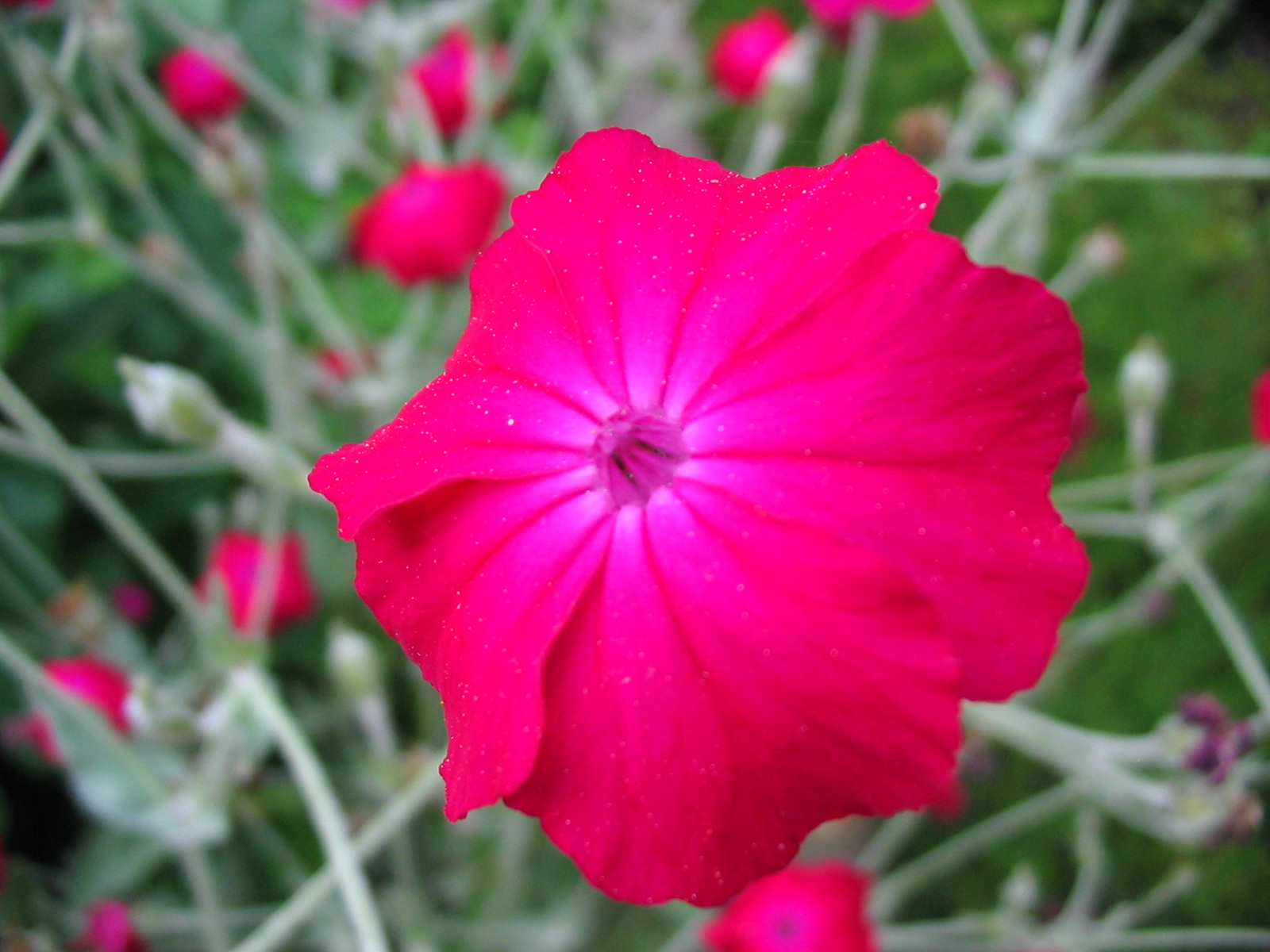
Blüte

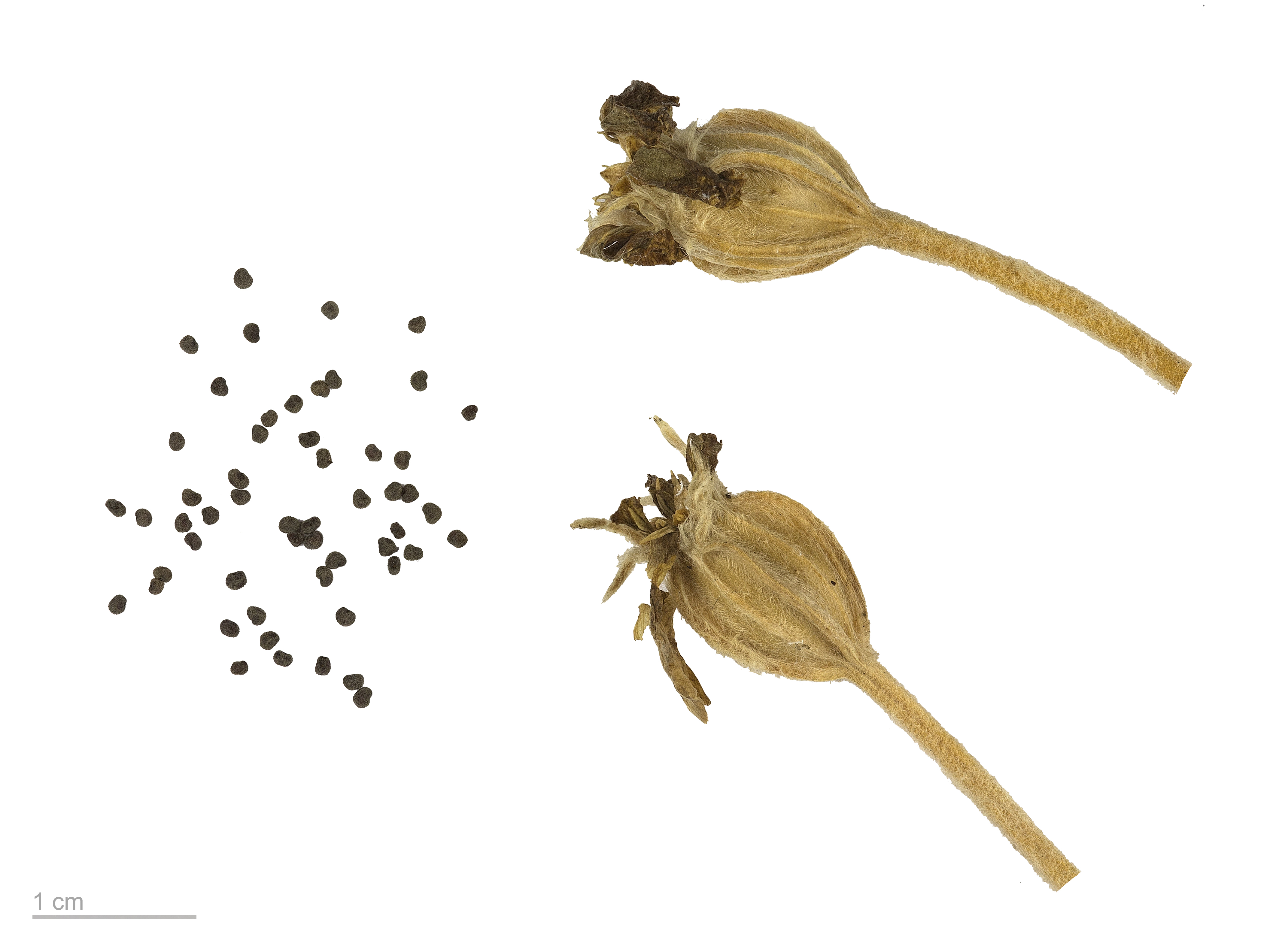
Früchte und Samen

### Vegetative Merkmale
Die Kronen-Lichtnelke wächst als immergrüne, rosettenbildende, zweijährige krautige Pflanze, die Wuchshöhen von 40 bis 90 Zentimetern erreicht. Sie bildet eine Pleiokorm-Wurzel und wurzelt 8 bis 15 Zentimeter tief. Die oberirdischen Pflanzenteile sind dicht zottig-graufilzig behaart.
Die Rosettenblätter sind bei einer Länge von 10 bis 20 Zentimetern spatelförmig und in einen breiten Stiel verschmälert. Der Stängel trägt vier bis sechs Paare von gegenständigen Laubblättern. Die Stängelblätter sind eiförmig-lanzettlich bis länglich-elliptisch, die oberen sind eiförmig und alle sind sitzend. Alle Laubblätter sind dicht zottig grau filzig behaart.

### Generative Merkmale
Die Blütezeit reicht von Juni bis August. Der Blütenstand ist ein lockeres Dichasium. Die Blütenstiele sind 2 bis 14 Zentimeter lang.
Die Blüten sind bei einem Durchmesser von 2 bis 3 Zentimetern radiärsymmetrisch und fünfzählig. Der Kelch ist bei einer Länge von 12 bis, meist 15 bis 20 Millimetern ellipsoid-glockig bis ellipsoid-walzlich und dicht grau-filzig behaart. Die meist dunkel-roten Kronblätter sind unzerteilt oder seicht ausgerandet und meist 20 bis 30 (18 bis 35) Millimeter lang. Die Nebenkrone ist zweiteilig, spitz, derb und steif.
Die Kapselfrucht ist bei einer Länge von 12 bis 17 Millimetern ellipsoid bis eiförmig.
Es liegt Diploidie vor mit der Chromosomenzahl 2n = 24.

## Ökologie
Da die Erneuerungsknospen dicht an der Erdoberfläche liegen, wird die Kronen-Lichtnelke zu den Hemikryptophyten gezählt.

## Vorkommen
Die Kronen-Lichtnelke kommt vom südöstlichen Mitteleuropa, von Südosteuropa und Kleinasien bis nach Turkestan und zum Himalaya vor. In Europa hat sie natürliche Vorkommen in Italien, Österreich, Ungarn, Slowakei, Kroatien, Serbien, Montenegro, Albanien, Nordmazedonien, Griechenland, Bulgarien, Rumänien, Moldau, auf der Krim und in der Türkei. In Frankreich und in der Schweiz ist die Ursprünglichkeit zweifelhaft.
Sie wächst an Hängen, in Gebüschen und in lichten Wäldern. Sie bevorzugt halbschattige Stellen in Wäldern. Sie verwildert auch stellenweise.
Die ökologischen Zeigerwerte nach Landolt et al. 2010 sind in der Schweiz: Feuchtezahl F = 2+ (frisch), Lichtzahl L = 4 (hell), Reaktionszahl R = 3 (schwach sauer bis neutral), Temperaturzahl T = 4+ (warm-kollin), Nährstoffzahl N = 3 (mäßig nährstoffarm bis mäßig nährstoffreich), Kontinentalitätszahl K = 4 (subkontinental).

## Taxonomie
Die Erstveröffentlichung erfolgte 1753 unter dem Namen (Basionym) Agrostemma coronaria durch Carl von Linné in Species Plantarum, Tomus I, Seite 436. Die Neukombination zu Silene coronaria (L.) Clairv. wurde 1811 durch Joseph Philippe de Clairville in Manuel d'Herborisation en Suisse et en Valais, Seite 145 veröffentlicht. Ein Synonym für Silene coronaria (L.) Clairv. ist Lychnis coronaria (L.) Desr. Sie wird seit 1995 in die Gattung Leimkräuter (Silene) gestellt, bis dahin stellte man sie meist als Lychnis coronaria (L.) Desr. in die Gattung Lychnis.

## Nutzung
Sorten der Kronen-Lichtnelke werden als Zierpflanze für Rabatten und Bauerngärten verwendet. Bei einigen Sorten können die Blüten auch weiß, rosafarben oder gefüllt sein. Kronen-Lichtnelke wird selten (etwa als auch Christusauge genanntes Augenheilmittel seit dem Mittelalter) als Heilpflanze genutzt. Sie ist seit spätestens 1410 in Kultur. Die filzig behaarten Blätter wurden im Altertum als Lampendochte verwendet. Der Name Lychnis bedeutet auch „Lampe“.